# Renan Lodi
Renan Augusto Lodi dos Santos (Serrana, São Paulo, 8 d'abril de 1998), conegut com a Renan Lodi, és un futbolista professional brasiler que juga com a lateral esquerre per l'Olympique de Marsella i la selecció brasilera.

## Carrera de club

### Athletico Paranaense
Lodi va fitxar pel planter de l'Athletico Paranaense el 2012. Va fer el seu debut amb el primer equip – i a la Série A – el 14 d'octubre de 2016, com a titular en una derrota per 1–0 a fora contra el Grêmio.
Lodi subsegüentment va representar els sub-23 en el Campeonato Paranaense, i va marcar el seu primer gol com a sènior el 25 de març de 2018, el primer en una golejada a casa per 5–0 contra el Maringá. Tres dies més tard, va estendre el seu contracte fins al març de 2021.
Lodi va esdevenir titular habitual amb el nou entrenador Tiago Nunes, i va renovar el seu contracte fins al 2022 el 10 d'agost de 2018.

### Atlético de Madrid

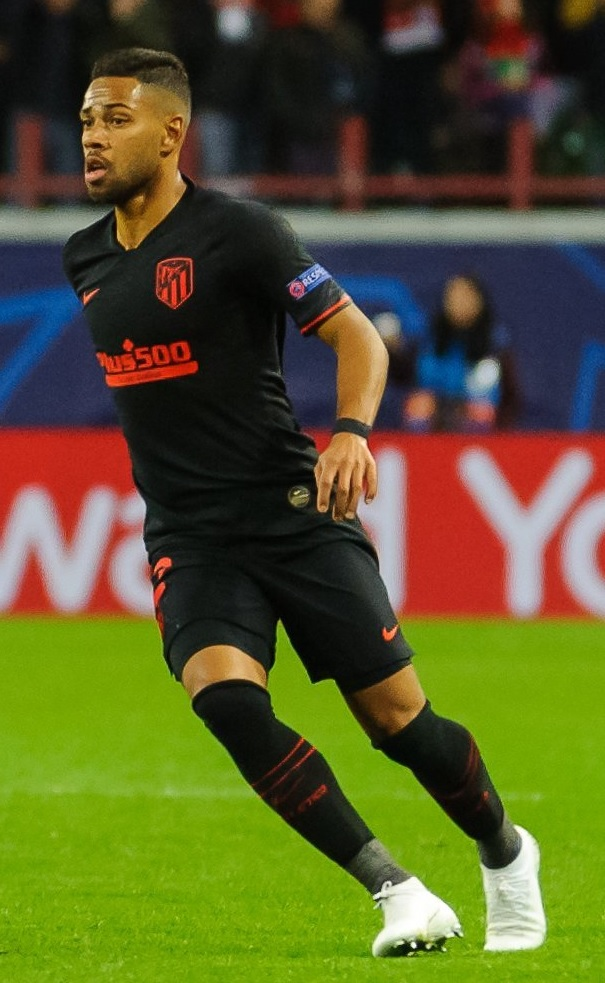
Lodi amb l'Atlético de Madrid el 2019

El 28 de juny de 2019, l'Atlètic de Madrid va arribar a un acord amb l'Athletico Paranaense per la transferència de Lodi. El tracte va ser completat el 7 de juliol de 2019 i Lodi va signar un contracte de sis anys amb el club. El 24 de novembre de 2019 Lodi va marcar el seu primer gol per l'Atlètic de Madrid en un empat 1-1 amb el Granada.

#### Nottingham Forest (cessió)
El 29 d'agost de 2022, Lodi va signar pel club de la Premier League Nottingham Forest FC amb un contracte de cessió durant tota la temporada. Va marcar el seu primer gol amb el Nottingham Forest el 9 de novembre de 2022 contra el Tottenham Hotspur FC a la Copa EFL.

### Marseille
El 14 de juliol de 2023, l'Olympique de Marsella va confirmar que havia arribat a un acord per adquirir Renan Lodi de l'Atlètic de Madrid, després d'haver pactat termes personals amb el lateral esquerre, per una quota de transferència de 13 milions d'euros amb una clàusula de venda del 20%.

## Carrera internacional
Lodi va fer el seu debut per la selecció del Brasil el 10 d'octubre de 2019, reemplaçant Alex Sandro en un empat 1–1 contra el Senegal.

## Palmarès
Athletico Paranaense
- Campeonato Paranaense: 2018
- Copa Sudamericana: 2018

Atlético de Madrid
- Lliga espanyola: 2020-21